# Chionaema euryxantha
Chionaema euryxantha là một loài bướm đêm thuộc phân họ Arctiinae, họ Erebidae.